# 斯瓦利亞夫卡河
斯瓦利亞夫卡河（烏克蘭語：Свалявка），是烏克蘭西部的河流，屬於拉托里察河的左支流。該河發源自季巴瓦東北面，流經外喀爾巴阡州的穆卡切沃區，河道全長20公里，流域面積137平方公里。